# NGC 86
NGC 86 je spirální galaxie v souhvězdí Andromedy, kterou objevil Guillaume Bigourdan 14. listopadu 1884. Její zdánlivá hvězdná velikost je 14,8m, od Země je vzdálená asi 246 milionů světelných let a její průměr je asi 65 000 světelných let.